# Cazinska krajina
Cazinska krajina je zapadni dio bosanskohercegovačke regije Bosanske Krajine u sjeverozapadnom dijelu države. Zbog toga se često naziva i Sjeverozapadna Bosna. Najveći grad i glavna općina ove regije je Bihać. Najvažnije rijeke su Una i Sana, a pošto Cazinska krajina pripada Federaciji Bosne i Hercegovine službeno postoji pod nazivom Unsko-sanska županija tako da se pojmovi Cazinska krajina i Unsko-sanska županija mogu smatrati jednakim.
U prošlosti je područje Cazinske krajine bilo sastavni dio Kraljevine Hrvatske. Cazin je u srednjem vijeku bio posjed kninskog biskupa koji je tamo premjestio svoje sjedište nakon pada Knina pod osmansku vlast 1522. godine. Kasnije je prostor Cazinske i Bosanske krajine bio poznat pod nazivom Turska Hrvatska.